# Radio Ellen
Radio Ellen var ett svenskt radioprogram som sändes i Sveriges Radio mellan 1981 och 1995. Åren 1993–1995 sändes även programmet Radio Ellen på kvEllen. Ett urval av programmen repriserades 2011–2013 i serien SR minnen.

## Historik
Programmet startades 1981 av radiojournalisten Isa Edholm vid redaktionen i Umeå, och det var då det första i sitt slag: profilen var uttalat feministisk, redaktionen bestod enbart av kvinnor och innehållet inte sällan kontroversiellt. Ellen uppgavs syfta på en artikel i Expressen i juli 1981 av journalisten Christina Ollén, i vilken hon lanserade detta namn som en beteckning för en kvinna som vågar säga sin mening, ett slags kvinnlig motsvarighet till männens Allan. Ellen skulle dock inte ha Allan som förebild.
Programmet kontrasterade också mot dåtidens tämligen formella radioprogram. Edholm bjöd in vanliga kvinnor till rundabordssamtal i studion, där lampor med volanger, väggbonader och annat användes för att avdramatisera miljön. Reportrar besökte servitrisers arbetsplatser, hotade industrier och kvinnokonferenser.
De första åren sändes Radio Ellen omväxlande från Umeå, med Isa Edholm och Karin Nordberg som redaktörer, och från Luleå med Barbro Hellberg och Ingegerd Nyström. Efter något år tog redaktionen i Göteborg över Luleås del av sändningarna.
Programmets grundare Isa Edholm mottog 1992 Stora journalistpriset för sina insatser, framför allt för arbetet med Radio Ellen. Hon utsågs 2002 även till hedersdoktor vid Umeå universitet.